# قوس إبطية
القَوسُ الإبطيَّة تنوُّعٌ تشريحيّ للعضلة العريضة الظهريّة عند الإنسان. تظهر القوس على شكل انزلاق للعضلة أو اللفافة بين العضلتين العريضة الظهرية والصدريّة الكبيرة. هنا تنوُّع ملحوظ في موضع منشأ ومغرز القوس كما هو الحال في ترويتها الدموية وتعصيبها. كما يتنوُّع وجودها في مختلف المجموعات الإثنيّة حيث تظهر في 7% من الأوروبيين، وبمعدَّلات أعلى بين الصينيّين وبمعدَّلاتٍ أقل بين الأتراك. قد تكون القوس عند الشخص في أحد الجانبين أو كليهما.

تُعتبر القوس غير ذات أهميّة وظيفية، على الرغم من أن بعض الكتَّاب يرفضون هذا الطرح. يُذكر أنه يلعب دوراً في حبس بُنىً قريبةً منه، كما يمكن له أن يغيّر إجراءات التشريح في هذه المنطقة فيما لو كان هناك حاجة لتشريح الإبط خلال الجراحة. تظهر القوس كما لو أنها تنشأ السَّبَلَةُ العَضَلِيَّةُ، وهي بُنية موجودة عند معظم الثدييات غير الرئيسيَّات، كما أن القوس تظهر عندها تُشابه عضلات موجودة عند حيوانات أخرى. للقوس أسماء عديدة أُخرى كقوس لانغر الإبطيّة(بالإنجليزية:  Langer's axillary arch)‏ وعضلة لانغر (بالإنجليزية: the muscle of Langer)‏ والعضلة الإبطيّة الصدريّة (الإنجليزيّة: axillopectoral muscle) والعضلة الصدريّة الظهريّة (بالإنجليزية: pectorodorsalis muscle)‏ والكلمة الألمانيّة ,Achselbogen.

## البنية
القَوس الإبطيّة تنوُّع تشريحي بشكل قوس للعضلة العريضة الظهريّة في الظهر عند الإنسان. على الرغم من هذا، فإن شكلها يتنوَّع، ولكن خصائصها تعريفيّة (أي معياريّة) وهي منشأها من العضلة العريضة الظهريّة ومرتكزها قريب من أو على الجزء الأمامي العلوي من العضد كما أنها تقطع الحزمة الوعائية العصبية مترافقةً مع العصب الإبطي من الناحية الظهريّة الأنسيّة باتجاه البطنيّة الوحشيّة. قد يتنوَّع حجمها من 7 إلى 10 سم (2.8-3.9 إنش) طولاً و 5 إلى 15 مم (0.2-0.6 إنش) عرضاً. قد تُرى القوس الإبطيّة عندما تكون الذراع مُبعَدةً (بعيدة عن الجسم في مستوى جبهي) وراحتا اليدين وراء الرأس، فتظهر حينها بشكل انطباع على الجانب الأنسي من الإبط.

### التعصيب
يُعصِّب العصب الصدري الوحشي القوس الإبطيّة في معظم الحالات، على الرغم من أن هناك حالات يكون فيها التعصيب من قبل العصب العضدي الوربي والعصب الصدري الأنسي والصدري الظهري.

### التنوع
قد يتنوّع شكل وحجم ومرتكز ومنشأ القوس بشكل واسع. تتواجد القوس عادةً على جانبي الجسم، ولكن من الممكن أن تتواجد على أحد الجانبين فقط. كما يتنوّع المُكوِّن العضلي للقوس، حيث تبدو بعض الأقواس الإبطيّة كما لو أنها ليفيّة بشكل كامل. كما يمكن أن يكون منشأ القوس استمرارً مباشراً من ألياف العضلة العريضة الظهريّة ناشئةً (أي القوس الإبطيّة) بذلك من العنصر الوتريّ للعضلة العريضة الظهريّة، أو قد يكون منشأها مزيجاً بين النمطين ناشئةً من العضلة والوتر.

يكون تواجد القوس الإطبيّة في الأوروبيين بنسبة تُقارب 7%، يُذكر أن نسبة تواجد القوس الإبطيّة تتنوّع بين المجموعات الإثنية المختلفة، فهي أقل عند الأتراك وأكثر عند الصينيِّين.

قد تنغرز القوس الإبطيّة في وتر العضلة الصدريّة الكبيرة أو في لفافة العضلة الغرابيّة العضديّة أو في اللفافة المُغطية للعضلة ذات الرأسين العضديّة. يُلاءم انغراز القوس الإبطيّة في العضلة الصدريّة الكبيرة، يلاءم الرأس الطويل للعضلة ذات الرأسين العضديّة، والناتئ الغرابيّ، والعضلة الصدريّة الصغيرة، واللفافة الإبطيّة وعظم العضد تحديداً عند عرف الحديبة الكبرى مُنغرزةً (أي القوس) بعيداً (طرفيَّاً أو أبعد عن مفصل الكتف أي أسفل) بالنسبة لمرتكز العضلة الصدرية الكبيرة، وجميع هذه الحالات السابقة قد أُبلغ عنها.

## الوظيفة
تُعتبر القوس الإبطيّة غير ذات أهميّة وظيفيّة، على الرغم من أن دراسةً أُجريت على 22 مشاركاً، تحدَّثت عن ازدياد في قوة وتحمُّل والتحكُّم الحركي في الذراع عند النساء (ولكن ليس عند الرجال) في حال وجود القوس مُقارنةً بعدم وجودها، كما تحدَّثت عن تحسُّن في تحمُّل الكتف عند الرجال والنساء.

## الأهمية السريرية
هناك العديد من النتائج السريرية المُحتملة لوجود قوس إبطيّة، بما في ذلك الارتباك في التعرُّف على وجس العقد اللمفية المتورمة أو النامية، كما أن للقوس دورٌ في حصر البُنى الإبطيّة بما في ذلك العصب الإبطيّ والوريد الإبطيّ، مما يؤدي للتسبُّب بحدوث مشاكل مُحتملة في جراحة الإبط أو ترميم الثدي. كما أُبلغ عن حالات تكون فيها القوس الإبطيّة مشاركة في تطوُّر خثرة وريدية عميقة.

## التاريخ
وُصفِت القوس للمرة الأولى على يد بوغنون عام 1783 وذلك طبقاً لما ذكره بيزتورنو (1912) مع ألكسندر رامزاي واصفاً إياه بأنه اختلاف في الرواية خلال جلسة تشريح أُجريت في إدنبرة ولندن عام 1793 على حسابه عام 1812.  عام 1846 كتب كارل لانغر عن القوس الإبطيّة، على الرغم من أنه وصفها بدايةً بأنها مجرد قوس ليفيّة، وأطلق عليها اسم Achselbogen وهي كلمة ألمانية تعني القوس الإبطيّة. وصف لانغر لاحقاً وجود انزلاق عضلي مُترافق مع القوس في حالات مُحدَّدة.
 وبسبب منشورات لانغر، استخدمَ ليو تيستوت مُصطلح arc axillaire de Langer التي تعني بالفرنسيّة قوس لانغر الإبطيّة، إشارةً إلى الشكل العضلي من القوس، وبقيت فيما بعد هذه التسمية.

## حيوانات أخرى
حُدِّدَت بُنى مناددة محتملة في أنواع أخرى كالعضلة الظهرية البُكيريّة، أو العضلة الصدريّة الرابعة، أو السَّبلة العضليّة. أما العضلة الظهرية البُكيريّة فهي عضلة تسلُّق هامة عند القردة (بالإنجليزية: Apes)‏ والسعادين (بالإنجليزية: Monkeys)‏ حيث تنشأ من المنطقة الوترية للعضلة العريضة الظهرية وتمتد على الذراع كعضلة سطحيّة.

السَّبلة العضليّة طبقة من العضلات المخططة، أعمق من السبلة الشحميّة. وعلى الرغم من غيابها في hominoids، إلا أن السبلة العضليّة شائعة في الرئيسيات من غير الـ hominoids والثدييات غير الرئيسيات. في الثدييات الأدنى يمكن أن تكون منطقة السبلة العضليّة واسعة، مثلاً تُغطِّي الجسم كاملاً في ذو المنقار القصير الايكي دنا. تُعتبر العديد من العضلات البشريّة المنفصلة ناشئةً من السبلة العضليّة، كما أن بعض الباحثين يُصنِّفون القوس الإبطيّة كعضلة أثارية متقطِّعة من هذا النوع.